# Hans-Joachim Jentsch
Hans-Joachim Jentsch (* 20. September 1937 in Fürstenwalde/Spree; † 28. März 2021 in Wiesbaden) war ein deutscher Jurist und Politiker (CDU). Er war von 1976 bis 1982 Abgeordneter im Deutschen Bundestag, von 1982 bis 1985 Oberbürgermeister der hessischen Landeshauptstadt Wiesbaden, von 1987 bis 1990 Mitglied des Hessischen Landtags, von 1990 bis 1994 Justizminister in Thüringen und von 1996 bis 2005 Richter des Bundesverfassungsgerichts.

## Leben
Jentsch studierte Rechts- und Staatswissenschaften. Nach dem Zweiten Staatsexamen im Jahr 1966 wurde er in Marburg mit einer Arbeit über Die Beurteilung summarischer Exekutionen durch das Völkerrecht zum Dr. jur. promoviert. Im selben Jahr absolvierte er sein Assessorexamen, wurde als Rechtsanwalt zugelassen und in Wiesbaden tätig. 1977 erfolgte zudem die Bestellung zum Notar. Beide Zulassungen ruhten während seiner Tätigkeit als Oberbürgermeister, Minister und Verfassungsrichter.
Hans-Joachim Jentsch war evangelisch, ab 1965 mit der Medizinerin Doris Jentsch, geborene Beinhoff, verheiratet, hatte eine Tochter (Annette) und lebte zuletzt in Wiesbaden. Er starb im März 2021 im Alter von 83 Jahren.

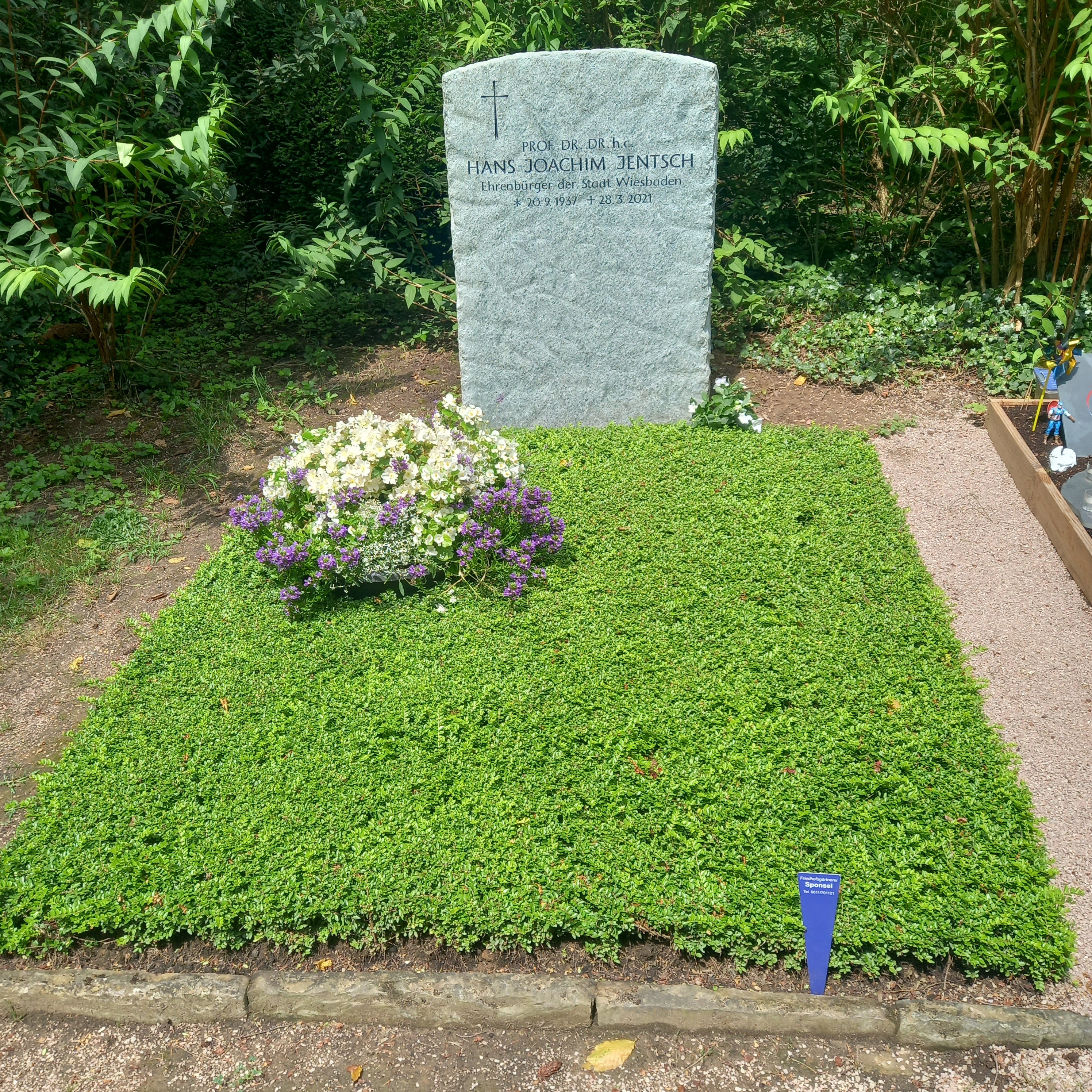
Das Grab von Hans-Joachim Jentsch auf dem Südfriedhof (Wiesbaden)

## Abgeordneter
Jentsch war Mitglied der CDU, ab 1974 Mitglied im Landesvorstand von Hessen. Vom 14. Dezember 1976 bis zum 8. September 1982 war Jentsch Mitglied des Deutschen Bundestages. Dem Hessischen Landtag gehörte er in dessen 12. Legislaturperiode an. Am 27. April 1987 für die zur Staatssekretärin ernannte Otti Geschka in das Landesparlament nachgerückt, legte er sein Mandat am 19. November 1990 nieder, um sein Ministeramt in der Thüringer Landesregierung wahrzunehmen.

## Öffentliche Ämter
Im Jahr 1982 wurde Jentsch von der Stadtverordnetenversammlung zum Oberbürgermeister der Stadt Wiesbaden gewählt. Nach der Hessischen Kommunalwahl 1985 wurde er von der Stadtverordnetenversammlung aufgrund veränderter Mehrheitsverhältnisse vorzeitig aus dem Amt abberufen.
Nach der Deutschen Wiedervereinigung trat Jentsch am 8. November 1990 als Thüringer Justizminister in die erste Landesregierung des wiederhergestellten Landes Thüringen ein. Vom 18. Juni 1991 bis zum 11. Februar 1992 trug sein Ressort den Namen „Thüringer Ministerium für Justiz, Bundes- und Europaangelegenheiten“. Am 30. November 1994 schied Jentsch infolge der Regierungsneubildung nach der Landtagswahl 1994 aus der Landesregierung aus. Von 1995 bis 1996 amtierte Jentsch als Mitglied des Thüringer Verfassungsgerichtshofs.
Ab Oktober 1994 war er als Lehrbeauftragter an der Rechtswissenschaftlichen Fakultät der Friedrich-Schiller-Universität Jena tätig. Im September 2004 bestellte ihn der Thüringer Kultusminister zum Honorarprofessor.

## Richter des Bundesverfassungsgerichts
Vom 3. Mai 1996 bis zu seinem altersbedingten Ausscheiden am 30. September 2005 war Jentsch Mitglied des Zweiten Senats des Bundesverfassungsgerichts und zuletzt Berichterstatter u. a. bei Parteiverbots- und Wahlprüfungsverfahren sowie in Verfahren des Parteien- und Wahlrechts. Er galt als der zu seiner Zeit „politischste“ Richter des Bundesverfassungsgerichts.
Als Berichterstatter war er federführend an den Entscheidungen des Bundesverfassungsgerichts zum NPD-Verbotsverfahren vom 18. März 2003, zur Juniorprofessur vom 27. Juli 2004 und zur Auflösung des 15. Deutschen Bundestages infolge der Vertrauensfrage vom 25. August 2005 („Vertrauensfrage II“) beteiligt. Im Kopftuchurteil gehörte Jentsch der Minderheit an und votierte mit den Richtern Udo Di Fabio und Rudolf Mellinghoff resultierend aus dem Neutralitätsgebot der Schulen bzw. dem Kopftuch als politisches Symbol gegen die Verfassungsbeschwerde der Lehrerin und damit im Sinne des Oberschulamts von Baden-Württemberg. In der Entscheidung des Bundesverfassungsgerichts vom 25. August 2005 zur Auflösung des 15. Deutschen Bundestags vertrat er als einziger Richter nicht die Auffassung der Senatsmehrheit. Jentsch begründete sein Sondervotum damit, dass die Auflösung des Bundestages durch ein „konstruiertes Misstrauen“ zu einem im Grundgesetz bewusst nicht vorgesehenen Selbstauflösungsrecht des Bundestages führen würde, wenn man bei der Begründung allein auf die Lagebeurteilung des Bundeskanzlers abstelle.

## Ehrungen
Im Juli 2002 verlieh die Rechtswissenschaftliche Fakultät der Friedrich-Schiller-Universität Jena Hans-Joachim Jentsch die Ehrendoktorwürde „für seine wissenschaftlichen Leistungen auf dem Gebiet des Staats- und Verfassungsrechts und seine besonderen Verdienste um das Gemeinwesen und die Rechts- und Verfassungsentwicklung in Deutschland“. 2005 wurde er mit dem Großen Verdienstkreuz mit Stern und Schulterband des Verdienstordens der Bundesrepublik Deutschland geehrt.
Mit Beschluss vom 21. September 2006 wurde ihm die Ehrenbürgerwürde der Stadt Wiesbaden verliehen. Der Hessische Ministerpräsident Volker Bouffier verlieh Hans-Joachim Jentsch am 5. November 2010 die Wilhelm-Leuschner-Medaille für Verdienste um die Deutsche Einheit.